# Anathomia

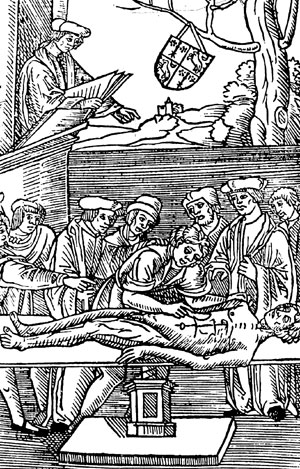
Estampe représentant un théâtre anatomique démontable dans une édition de l'Anathomia de Mondino de' Liuzzi datée de 1532.

Anathomia est le titre d'un traité d'anatomie publié en 1315 par l'anatomiste italien Mondinus, et imprimé pour la première fois à Padoue en 1476. Marqué par les conceptions de Claude Galien sur le corps humain, il servit de manuel de dissection à plusieurs générations de pratiquants jusqu'aux travaux d'André Vésale dans le deuxième quart du XVIe siècle, et connut pendant cette période de plus deux siècles de très nombreuses rééditions. On trouve dans cet ouvrage le premier témoignage explicite d'une anthropotomie depuis l'Antiquité grecque.

Mondino, Anathomia, 1541